# Vito Bonsignore
Pour les articles homonymes, voir Bonsignore.
Vito Bonsignore (né le 3 juillet 1943 à Bronte) est un ancien député européen italien. 
Membre du parti du Peuple de la liberté, il fait partie du groupe du Parti populaire européen. Il est membre de la commission spéciale sur la crise financière économique et sociale et de la délégation pour les relations avec les pays du Mashrek.